# Оскар Ріваденейра
Оскар Ріваденейра (нар. 1960, Ліма, Перу) — перуанський боксер, який закінчив кар’єру.
У 1983 році Ріваденейра бився з Майклом Спінксом за беззаперечний титул чемпіона у напівважкій вазі. Він був переможений нокаутом у десятому раунді.